# Morales del Rey
Morales de Rey è un comune spagnolo di 729 abitanti situato nella comunità autonoma di Castiglia e León.